# Nuria Núñez Hierro
Nuria Núñez Hierro (Jerez de la Frontera, 7 de septiembre de 1980) es una compositora española.

## Biografía
Comienza su formación musical en el Conservatorio Superior de Música de Córdoba con los profesores Juan de Dios García Aguilera y Francisco Martín Quintero. En 2008 se traslada a Berlín iniciando estudios de Máster en Composición en la Universität der Künste Berlín bajo la tutela de Elena Mendoza que concluyen con Mención de Honor. Ha sido becada por la Fundación La Caixa y el Deutscher Akademischer Austausch Dienst (DAAD), la consejería de Cultura de la Junta de Andalucía] y la Fundación Autor. Completa su aprendizaje en diversos festivales a lo largo de Europa, como el IRCAM-ManiFeste (París), el Meisterkurs Orchesterkomposition de la RSO Stuttgart o la Cátedra Manuel de Falla y en cursos y clases magistrales con compositores como Iris ter Schiphorst, Walter Zimmermann, Arnulf Hermann, José María Sanchez-Verdú, Rebecca Saunders,  José Manuel López López, César Camarero y Mauricio Sotelo. En 2014 gana una de las becas de posgrado de la Graduiertenschule de la Universität der Künste Berlín que le permite especializarse en proyectos escénicos para niños. 
Por otra parte, Núñez Hierro ha realizado el Máster Universitario en Investigación Musical en la Universidad Internacional de La Rioja y actualmente es doctoranda en musicología en la Universidad Complutense de Madrid. Además es licenciada en Veterinaria por la Universidad de Córdoba. 
Dedicada a la composición, su catálogo recoge obras para solistas, música de cámara y orquesta. que han sido interpretadas en España, Alemania, Italia, Francia, Rusia, México y Colombia por ensembles como el Ensemble Intercontemporain (FR), Ensemble Ascolta(DE), Studio New Music Ensemble of Moscow (RU), Trio Transmitter (DE), Orbis Trio (CZ),Taller Sonoro(ES), B3:Brouwer Trio o el Liminar Ensemble(MX) y orquestas como la RSO Stuttgart, la Jenaer Philharmonie, la Loh-Orchester Sondershausen, la Joven Orquesta Nacional de España, la Orquesta Sinfónica de Sevilla o la Orquesta Filarmónica de Málaga.
En los últimos años el compromiso musical no sólo con la creación de nuevos públicos sino también con la creación de nuevo repertorio para el público actual la ha llevado a trabajar en propuestas que impliquen a jóvenes audiencias como la residencia en la Orquesta de la Radio de Berlín (Rundfunk Sinfonieorchester Berlin (RSB) para el proyecto Rapauke macht Musik, la ópera Kleines Stück Himmel para niños desde 2 años por encargo de Deutsche Oper Berlin, la video-ópera La Isla para público desde 11 años, encargo de la Fundación BBVA, la ópera con teatro de sombras El sueño del señor Rodari para público desde 6 años de edad realizada en la Academia de España en Roma y Bestiarium, teatro musical interactivo para público a partir de 6 años coproducido entre la Graduiertenschule der Universität der Künste Berlin, el Senado de Berlín, la Fundación Einstein, la Haus der Kulturen der Welt, Volksbühne Berlín y el ensemble DieOrdnungderDinge.

## Premios y reconocimientos
- XXXIX Premio Reina Sofía de Composición (2022).
- Mejor Ópera y Premio del Público para la obra La Isla en los Young Audience Awards (2020) otorgados por Jeunesses Musicales International y RESEO.[24]
- Residencia artística en la Academia de las Artes Villa Massimo - Casa Baldi en Roma (2018).[25]
- Residencia artística en la Academia de España en Roma (2017- 2018).[26]
- Beca de producción artística Leonardo de la Fundación BBVA (2017).[27][28]
- Residencia artística en la Villa Aurora - Thomas Mann House en Los Ángeles (2015).[29]
- Primer Premio y Premio del Público en el concurso de composición para orquesta del 15º Festival de Primavera de Weimar (2014).[30]
- Finalista en el Concurso de Composición para Orquesta en la Bienal de la Orquesta Sinfónica de Brandemburgo (2014).
- Residencia artística en la Academia Estatal de Turingia en Sondershausen (2013).[31]
- Tercer premio en la VII Jurgenson International Composer's Competition, otorgado por el Centro para la Música Contemporánea de Moscú (2013).[32]
- Premio Promoción de estrenos para jóvenes compositores de la JONDE del Ministerio de Cultura de España (2011).[33][34]
- Premio de composición CDMC en los Premios Creación Joven del INJUVE (2009).[35]
- Primer Premio del concurso de composición para jóvenes compositores Fundación Autor- CDMC (2007).[36][37]

## Obras
El catálogo de obras está disponible actualizado en la página web de la compositora y en la página del Centro de Documentación Musical de Andalucía